# COPINE-Skala
Die COPINE-Skala ist ein in Irland entwickeltes System, um die Schwere von Darstellungen des sexuellen Missbrauchs von Kindern (sogenannte Kinderpornografie) zu klassifizieren. Die Skala wurde durch das Team des COPINE-Projektes („Combating Paedophile Information Networks in Europe“) erarbeitet. Das COPINE-Projekt wurde 1997 begonnen und von der Fakultät für Angewandte Psychologie am University College Cork durchgeführt.

## Die COPINE-Skala für therapeutische, forschende und forensische Zwecke
Die COPINE-Skala wurde ursprünglich für psychotherapeutische Zwecke entwickelt, um zwischen den unterschiedlichen Graden (potenziell) sexualisierter Darstellung von Kindern zu differenzieren.
In den späten 1990er Jahren entwickelte das COPINE-Projekt in Zusammenarbeit mit der Paedophile Unit der Metropolitan Police von London eine Typologie, um Darstellungen des sexuellen Missbrauchs von Kindern zu kategorisieren. Sie soll sowohl der Forschung, wie der Strafverfolgung dienen. Die zehnstufige Skala wurde anhand der Analyse von Bildern angefertigt, die auf Websites und Newsgroups im Internet verfügbar waren.
Die nachfolgende Übersetzung folgt der Übertragung ins Deutsche durch Arnd Hüneke in seinem Forschungsbericht für White IT aus dem Jahre 2011.
| 1  | Indiziert                            | Nichtsexualisierte Bilder aus der Werbung oder aus Familienalben, die Kinder in Unterwäsche, Badeanzügen/Badehosen zeigen, bzw. Kinder, die zwar bei gewöhnlichen Handlungen oder in gewöhnlichen Situationen abgebildet sind, wobei aber die Anordnung der Bilder ungewöhnlich oder unangemessen ist. |
| 2  | Nacktheit                            | Bilder von nackten oder teilweise nackten Kindern, wobei die Nacktheit gewöhnlich ist (z. B. im Schwimmbad, am Strand o. ä.) |
| 3  | „Erotika“                            | Offensichtlich heimlich oder verdeckt angefertigte Aufnahmen von Kindern, an geschützten Orten wie Spielplätzen oder Wohnbereichen o. ä., in denen die Kinder nur teilweise bekleidet (Unterwäsche) sind.                                                                                              |
| 4  | Posieren                             | Bilder von bekleideten, teilweise oder nicht bekleideten Kindern, die sich bewusst einer Pose hingeben |
| 5  | Erotisches Posieren                  | Sexuell bezogene oder aufreizende Bilder von bekleideten, teilweise oder nicht bekleideten Kindern, die sich bewusst einer Pose hingeben |
| 6  | Detailliertes erotisches Posieren    | Sexuell bezogene oder aufreizende Bilder von bekleideten, teilweise oder nicht bekleideten Kindern, die sich bewusst einer Pose hingeben, wobei die Bilder den Genitalbereich fokussieren |
| 7  | Sexuelle Handlungen eines Kindes     | Bilder, die sexuelle Handlungen eines Kindes oder mehrerer Kinder ohne Beteiligung eines Erwachsenen zeigen |
| 8  | Übergriff                            | Bilder, die sexuelle Handlungen eines Kindes oder mehrerer Kinder mit einem oder mehreren Erwachsenen (ggf. auch nur Berührungen) zeigen |
| 9  | Schwerer Übergriff                   | Bilder, die einen schwerwiegenden Übergriff eines Erwachsenen oder mehrerer Erwachsener auf ein Kind oder mehrere Kinder zeigen, insbesondere Oral-, Vaginal- oder Analverkehr |
| 10 | Sadistische oder zoophile Handlungen | a) Bilder, die Gewalthandlungen (insbesondere mit Gegenständen, wie Fesselungen, Stock- oder Peitschenhiebe) gegen ein Kind zeigen b) Bilder, die sexuelle Handlungen eines oder mehrerer Kinder mit Tieren zeigen                                                                                     |

## Die SAP-Skala für rein forensische Zwecke
Durch den Fall Regina gegen Oliver vor dem britischen Court of Appeal (Appellationsgericht) wurde eine weitere Skala etabliert, mit der anstößige Bilder von Kindern eingestuft werden können. Diese Fünf-Punkte-Skala wurde 2002 durch das britische Sentencing Advisory Panel (SAP) eingeführt und als SAP-Skala bekannt. Es basiert auf der Terminologie der COPINE-Skala und wird mit dieser häufig verwechselt.
Das SAP-Dokument erklärt im Detail, wie die COPINE-Skala adaptiert wurde. Es weist darauf hin, dass die COPINE-Skala für therapeutische, nicht aber für forensische Zwecke entwickelt wurde. Die Kategorie 1 der COPINE-Skala wurde weggelassen, da „Bilder dieser Natur nicht als strafbar eingestuft würden“. Das SAP sah zudem die Strafbarkeit der COPINE-Kategorien 2 und 3 als strittig an.
| 1 | Nacktheit oder erotisches Posieren ohne sexuelle Aktivität                                                   |
| 2 | Sexuelle Aktivität zwischen Kindern oder Selbstbefriedigung eines Kindes                                     |
| 3 | Sexuelle Aktivität ohne Penetration zwischen einem oder mehreren Kindern und einem oder mehreren Erwachsenen |
| 4 | Penetrierende sexuelle Aktivität zwischen einem oder mehreren Kindern und einem oder mehreren Erwachsenen    |
| 5 | Sadistische oder zoophile Handlungen                                                                         |

## Definitiver Leitfaden für Sexualdelikte
Am 1. April 2014 wurde in England und Wales eine neue Skala für die Verurteilung von Straftaten im Zusammenhang mit unzüchtigen Darstellungen von Kindern eingeführt, die die SAP-Skala ablöst.
| Kategorie A | Bilder mit penetrativen sexuellen Handlungen und/oder Bilder mit sexuellen Handlungen mit einem Tier oder Sadismus |
| Kategorie B | Bilder mit nicht-penetrierenden sexuellen Aktivitäten                                                              |
| Kategorie C | Andere unanständige Bilder, die nicht unter die Kategorien A oder B fallen                                         |